# Žiga Štern
Žiga Štern (Maribor, 2 de janeiro de 1994) é um jogador de voleibol esloveno que atua na posição de ponteiro.

## Carreira

### Clube
Štern começou sua carreira atuando pelo OK Svit, clube de seu país natal. De 2012 a 2016 atuou pelo Calcit Kamnik. Na temporada 2016–17 conquistou o título do Campeonato Esloveno e da Liga da Europa Central atuando pelo ACH Volley Ljubljana. Em 2017, o ponteiro se transferiu para o voleibol francês para representar as cores do Tours Volley-Ball, porém na mesma temporada trocou o clube para atuar no Stade Poitevin Poitiers, ainda na primeira divisão francesa.
Na temporada 2018–19 estreou no Campeonato Italiano após jogar pelo Top Volley Latina; terminando a temporada atuando pelo Jeopark Kula, da Turquia.
Em 2019 o esloveno assinou contrato com o clube grego Foinikas Syros. Na temporada 2021–22 conquistou o título da Copa da Grécia – sendo eleito o melhor jogador neste torneio – e da Supercopa Grega.
Em 2022 o ponteiro assinou com o VfB Friedrichshafen para competir pela primeira vez em sua carreira o campeonato alemão.

### Seleção
Estreou na seleção adulta eslovena na Liga Mundial de 2016, onde terminou na 25ª colocação. Em 2019 conquistou o título da Challenger Cup de 2019 ao derrotar a seleção cubana por 3 sets a 0.
Foi vice-campeão do Campeonato Europeu nas edições de 2019 e 2021.

## Vida pessoal
Žiga é irmão mais velho do também jogador de voleibol Tonček Štern.

## Títulos
Calcit Kamnik
- Campeonato Esloveno: 2016–17
- Copa da Eslovênia: 2015–16

Foinikas Syros
- Copa da Grécia: 2021–22
- Supercopa Grega: 2021

## Clubes
| Anos      | Clube                   |
| --------- | ----------------------- |
| 2012–2016 | Calcit Kamnik           |
| 2016–2017 | ACH Volley Ljubljana    |
| 2017–2017 | Tours Volley-Ball       |
| 2017–2018 | Stade Poitevin Poitiers |
| 2018–2018 | Top Volley Latina       |
| 2018–2019 | Jeopark Kula            |
| 2019–2022 | Foinikas Syros          |
| 2022–     | VfB Friedrichshafen     |

## Prêmios individuais
- 2021: Copa Grega – MVP